# Meteoriten – Apokalypse aus dem All
Meteoriten – Apokalypse aus dem All (Originaltitel Meteor) ist ein US-amerikanischer Katastrophenfernsehzweiteiler aus dem Jahr 2009 von Ernie Barbarash.

## Handlung
Prof. Lehman, ein national anerkannter Astronom, ist bemüht, gemeinsam mit seiner Assistentin Imogene O’Neil in einem mexikanischen Observatorium rechtzeitig die benötigten Daten bezüglich einer kosmischen Kollision zweier Himmelskörper für Berechnungen des Wissenschaftlers Dr. Chetwyn in dessen Jet Propulsion Laboratories zu liefern. Einst arbeitete Prof. Lehman für den Raketenwissenschaftler, wurde aber von ihm entlassen. Als Prof. Lehman von einem Auto angefahren und tödlich verletzt wird, ist es an O’Neil, alleine weiterzumachen. Im Verlauf kommen immer mehr Fakten ans Licht, die die Vermutung zulassen, dass es sich nicht um einen Autounfall, sondern um einen Anschlag auf Prof. Lehman handelte. Zeitgleich ist Jack Crowe auf der Suche nach seinem ehemaligen Partner Calvin Stark, der vom Dienst aufgrund psychotischer Störungen entlassen wurde. Dieser drohte an, sich an Jack zu rächen, indem er dessen Vater, Sheriff der Stadt Taft, und Tochter töten will. Eines Nachts kündigt sich mit einem Meteoritenschauer eine Katastrophe an. Ein Meteor schlägt in ein Krankenhaus ein.
Erste Versuche, die Meteoriten mit Atomwaffen zu stoppen, schlagen fehl. Währenddessen findet O’Neil heraus, dass Prof. Lehman einen Fehler in seinen Algorithmus eingebaut hat und der Asteroid (114) Kassandra durch eine Kollision mit einem Komet in zwei Teile getrennt wurde. Die erste Hälfte konnte vom US-Militär zerstört werden, nur entpuppt sich die nun jetzt drohende zweite Hälfte als deutlich größer. Darauf hat das Militär keine Antwort, da die meisten nuklearen Sprengsätze bei der Vernichtung der kleineren Hälfte verbraucht wurden. Dr. Chetwyn kommt bei einem Meteoriteneinschlag ums Leben.
O’Neil ist nun die einzige Überlebende des einstigen Wissenschaftlerteams. Ihre Versuche, die Regierung zu kontaktieren, scheitern. Wenig später wird sie von Stark entführt, allerdings kann Jack sie aus dessen Gefangenschaft befreien. Sie findet einen Funkturm, mit dem sie die verbliebenen Wissenschaftler an der Basis erreichen kann. Stark, der einen Schuss dank einer kugelsicheren Weste überleben konnte, unterbricht das Signal, um Jack zu ködern. Darauf wird Stark vom Sheriff und Jack mit einer Schrotflinte erschossen. Als das Signal wieder hergestellt werden konnte, ist es bereits zu spät, und die zweite Hälfte von Kassandra dringt in die Erdatmosphäre ein.
Nun beschließen die US-Amerikaner, gemeinsam mit den Russen und Chinesen sämtliche Waffen auf die zweite Hälfte zu konzentrieren. Aufgrund der radioaktiven Strahlung in der Atmosphäre rät O’Neil von dem Vorhaben ab und rät, den Asteroiden mit einem anderen himmelskörperartigen Objekt kollidieren zu lassen. Leider übersteht Kassandra auch diese Kollision, wird aber entscheidend abgelenkt und verfehlt die Erde. Drei Monate später trifft O’Neil sich mit Jacks Familie zum Abendessen. Sie warnt Jack, dass es im Jahr 2027 zu einer nächsten Kollision kommen könnte, da der Asteroid namens AN-1999 dicht an der Erde vorbeifliegt. Wenn die Berechnungen der Wissenschaftler um ein Grad abweichen oder etwas den Asteroiden von seiner Bahn abbringt, könnte er die Erde treffen.

## Hintergrund
Die Dreharbeiten fanden in Santa Clarita, Los Angeles und Taft statt. Er wurde am 12. Juli 2009 in den USA veröffentlicht. In Deutschland startete der Film am 17. Juli 2009 in den Videoverleih und feierte am 27. August 2010 seine deutsche Free-TV-Premiere.

## Rezeption
„Konventioneller Science-Fiction-Katastrophenfilm. Neben dem üblichen Wettlauf gegen die Zeit müssen die Protagonisten auch etliche private Probleme zurecht rücken.“

„Lausiger Trash, wirr und ätzend brutal.“

Im Audience Score, der Zuschauerwertung auf Rotten Tomatoes, hat der Film bei mehr als 100 Abstimmungen eine Wertung von 23 %. In der Internet Movie Database hat der Film bei über 2.300 Stimmabgaben eine Wertung von 4,2 von 10,0 möglichen Sternen (Stand: März 2024).